# エントツアマツバメ
エントツアマツバメ（煙突雨燕、学名：Chaetura pelagica）は、アマツバメ目アマツバメ科に分類される鳥類の一種。